# Lijst van beschermd erfgoed in Mont-de-l'Enclus
Onderstaande tabel geeft een overzicht van de beschermde erfgoederen in de gemeente Mont-de-l'Enclus. Het beschermd erfgoed maakt deel uit van het cultureel erfgoed in België.
| Object                                                                                          | Bouwjaar/architect | Deelgemeente | Adres      | Coördinaten                   | Nummer?                | Afbeelding |
| ----------------------------------------------------------------------------------------------- | ------------------ | ------------ | ---------- | ----------------------------- | ---------------------- | ---------- |
| Boerderij: poortgebouw en twee aangrenzende bijgebouwen die de toren flankeren: gevels en daken |                    |              | Place n°12 | 50° 44' 53" NB, 3° 28' 54" OL | 57095-CLT-0001-01 Info |            |